# Rhamphomyia koreana
Rhamphomyia koreana är en tvåvingeart som beskrevs av Bartak 1997. Rhamphomyia koreana ingår i släktet Rhamphomyia och familjen dansflugor. Inga underarter finns listade i Catalogue of Life.